# Kapten Grogg vid Nordpolen
Kapten Grogg vid Nordpolen är en svensk animerad komedifilm från 1917 i regi av Victor Bergdahl. Filmen var den femte i en serie filmer om Kapten Grogg.

## Om filmen
Filmen premiärvisades den 22 oktober 1917 på biograf Röda Kvarn i Stockholm och mottogs väl av kritikerna.

## Handling
Kapten Grogg och Kalle fastnar i isen under en resa till Nordpolen. De blir jagade av en isbjörn och tvingas att fly. Grogg lyckas till slut oskadliggöra björnen med hjälp av brännvin och de tre blir goda vänner. Väl tillbaka i Sverige får Grogg hålla föredrag om Nordpolen och tackas efter detta av Sven Hedin.